# Андреевич, Елисавета
Елисавета Андреевич (сербохорв. Јелисавета Андрејевић / Jelisaveta Andrejević; 8 января 1923 — 9 января 1943) — югославская партизанка, участница Народно-освободительной войны Югославии в 1941—1943 годах, Народный герой Югославии (1953, посмертно). Член Союза коммунистической молодёжи Югославии, деятельница партизанского подполья Ниша. Была арестована в апреле 1942 года четниками, позже передана оккупационным властям; содержалась в концлагере Црвени Крст, где подвергалась допросам и пыткам. Расстреляна 9 января 1943 года вместе с пятью партизанами на полигоне в Бубани.

## Биография
Елисавета Андреевич родилась 8 января 1923 года в Белграде. В революционном молодёжном движении ещё со школьных лет. Занималась в школе учителей и домохозяек (серб. Учитељско-домаћичка школа) в Нише, где проживала с родителями. С 1940 года член Союза коммунистической молодёжи Югославии. После оккупации Югославии присоединилась к партизанскому подполью. В сентябре 1941 года вступила в Топлицкий партизанский отряд, стала членом молодёжного руководства Пасьячской роты (серб. Пасјачка чета).
Елисавета участвовала в сражениях против болгарских войск и четников Косты Печанца. Была известна в партизанском подполье под псевдонимами «Анета» и «Милена». В начале 1942 года во время одного из сражений взяла пистолет-пулемёт раненого бойца и отстреливалась, сдерживая натиск противника, в то время как её соратники уносили раненого. Во время другого боя на Видоевице она повела свой взвод на штурм позиций четников, в ходе которого в плен к партизанам попали несколько человек. В апреле 1942 года была отправлена штабом в качестве курьера отряда по маршруту Ястрепац — Пасьяча: переодевшись крестьянкой, прошла за линию фронта, преодолев позиции четников. Однако из-за предательства Андреевич была окружена и взята в плен четниками, при этом успела сжечь послание в доме, где её и обнаружили.
После пленения Анету подвергали пыткам четники, болгарские и немецкие полицейские: её заставляли ходить по углям, загоняли иголки под ногти, пытали раскалённым железом и даже спускали на неё оголодавшую кошку, которая царапала её когтями. От неё безуспешно пытались заполучить хоть какую-либо информацию о партизанском движении, ожидая, что выглядевшая хрупкой Елисавета выдаст хоть кого-нибудь из подполья. Позже девушку перевели в нишский концлагерь Црвени Крст, где продолжили пытать, рассчитывая на то, что она пойдёт на сотрудничество. В частности, её обливали холодной водой на морозе; заставляли смотреть на солнце до потери сознания, а затем избивали до полусмерти. Помимо этого, её морили голодом и насиловали, однако Елисавета отказалась что-либо сообщать.
После того, как 5 января 1943 года партизаны совершили диверсию на железной дороге Белград — Ниш, глава немецкой военной администрации в Сербии приказал расстрелять группу узников нишского концлагеря. Это произошло 9 января: Елисавета Андреевич и ещё пятеро партизан в знак мести со стороны немцев были расстреляны на полигоне в Бубани. В некоторых югославских послевоенных источниках утверждалось, что Елисавета перед расстрелом начала петь партизанскую песню «Падай, сила и неправда» (сербохорв. Падај сило и неправдо / Padaj silo i nepravdo), которую прервали немецкие выстрелы. Историк и куратор мемориального комплекса «12 февраля» Небойша Озимич полагает, что она пела эту песню всю дорогу из своей камеры до места расстрела, а также выкрикивала угрозы в адрес немцев, обещая, что они тоже погибнут. По мнению Озимича, последние слова, которые произнесла партизанка — «Победа наша» (сербохорв. Победа је наша / Pobeda je naša).

## Память
Указом Иосипа Броза Тито от 9 октября 1953 Елисавете Андреевич были посмертно присвоены звание и орден Народного героя Югославии.
Имя Елисаветы Андреевич присвоено улицам в Белграде и Нише, а также детскому саду в Нише. Памятник Елисавете Андреевич установлен перед зданием Культурного центра в Нише, на улице Станое Бунушевича. Женская специализированная школа носила имя Анеты Андреевич с 1953 по 1962 годы.

## Комментарии
1. ↑  В разных источниках приводятся разные варианты её полного имени — Елисавета Симеона Андреевич (сербохорв. Јелисавета-Анета Симеона Андрејевић / Jelisaveta-Aneta Simeona Andrejević)[2], Елисавета-Анета Андреевич-Милена (серб. Јелисавета-Анета Андрејевић-Милена / Jelisaveta Andrejević-Milena)[1] или Анета Андреевич (сербохорв. Анета Андрејевић / Aneta Andrejević[3]. Встречается иное написание её имени — Элизабета (сербохорв. Елизабета / Elizabeta[4]
2. ↑  По другим данным, по маршруту Пасьяча — Бели-Камен[серб.][1]

### Основная
- Жене Србије у Народноослободилачкој борби (сербохорв.). — Београд: Просвета/Нолит, 1975. COBISS 162155015
- Народни хероји Југославије[серб.] (сербохорв.). — Београд: Народна књига, 1982. — Т. I. COBISS 48700167

### Дополнительная
- Krste Bijelić. Heroine Jugoslavije (сербохорв.). — Zagreb: Spektar, 1980. COBISS 49275399
- Milan Inđić. Djeca heroji (сербохорв.). — Zenica: Dom štampe, 1985.